# Distathma fuegiana
Distathma fuegiana là một loài tò vò trong họ Ichneumonidae.